# Liparis ferruginea
Liparis ferruginea là một loài thực vật có hoa trong họ Lan. Loài này được Lindl. mô tả khoa học đầu tiên năm 1848.